# La Chapelle-au-Mans
La Chapelle-au-Mans és un municipi francès, situat al departament de Saona i Loira i a la regió de Borgonya - Franc Comtat. L'any 2007 tenia 269 habitants.

## Demografia

### Població
El 2007 la població de fet de La Chapelle-au-Mans era de 269 persones. Hi havia 112 famílies, de les quals 32 eren unipersonals (16 homes vivint sols i 16 dones vivint soles), 32 parelles sense fills, 40 parelles amb fills i 8 famílies monoparentals amb fills.
La població ha evolucionat segons el següent gràfic:
Habitants censats

### Habitatges
El 2007 hi havia 127 habitatges, 112 eren l'habitatge principal de la família, 6 eren segones residències i 9 estaven desocupats. Tots els 127 habitatges eren cases. Dels 112 habitatges principals, 96 estaven ocupats pels seus propietaris, 15 estaven llogats i ocupats pels llogaters i 1 estava cedit a títol gratuït; 1 tenia una cambra, 2 en tenien dues, 17 en tenien tres, 45 en tenien quatre i 47 en tenien cinc o més. 78 habitatges disposaven pel capbaix d'una plaça de pàrquing. A 51 habitatges hi havia un automòbil i a 51 n'hi havia dos o més.

### Piràmide de població
La piràmide de població per edats i sexe el 2009 era:
| Homes | Edats   | Dones |
| ----- | ------- | ----- |
| 0     | 95 o +  | 4     |
| 0     | 90 a 94 | 0     |
| 4     | 85 a 89 | 4     |
| 0     | 80 a 84 | 4     |
| 4     | 75 a 79 | 12    |
| 4     | 70 a 74 | 4     |
| 16    | 65 a 69 | 16    |
| 12    | 60 a 64 | 8     |
| 4     | 55 a 59 | 4     |
| 4     | 50 a 54 | 4     |
| 4     | 45 a 49 | 4     |
| 16    | 40 a 44 | 12    |
| 4     | 35 a 39 | 12    |
| 16    | 30 a 34 | 8     |
| 8     | 25 a 29 | 8     |
| 12    | 20 a 24 | 4     |
| 16    | 15 a 19 | 4     |
| 0     | 10 a 14 | 16    |
| 4     | 5 a 9   | 4     |
| 4     | 0 a 4   | 4     |

## Economia
El 2007 la població en edat de treballar era de 161 persones, 107 eren actives i 54 eren inactives. De les 107 persones actives 99 estaven ocupades (64 homes i 35 dones) i 8 estaven aturades (8 dones i 8 dones). De les 54 persones inactives 19 estaven jubilades, 15 estaven estudiant i 20 estaven classificades com a «altres inactius».

### Ingressos
El 2009 a La Chapelle-au-Mans hi havia 112 unitats fiscals que integraven 268 persones, la mediana anual d'ingressos fiscals per persona era de 13.368 €.

### Activitats econòmiques
Dels 4 establiments que hi havia el 2007, 1 era d'una empresa de construcció, 2 d'empreses de comerç i reparació d'automòbils i 1 d'una empresa d'hostatgeria i restauració.
Dels 2 establiments de servei als particulars que hi havia el 2009, 1 era una lampisteria i 1 restaurant.
L'any 2000 a La Chapelle-au-Mans hi havia 31 explotacions agrícoles que ocupaven un total de 2.236 hectàrees.

## Equipaments sanitaris i escolars
El 2009 hi havia 1 escola maternal i 1 escola elemental integrada dins d'un grup escolar amb les comunes properes formant una escola dispersa.

## Poblacions més properes
El següent diagrama mostra les poblacions més properes.